# Медовый хуторок
Медовый хуторок («Пчелиный хуторок», «Музей пчелы») —  частный музей пчеловодства и крестьянско-фермерского хозяйства. Находится в Печорском районе Псковской области, в 39,5 км от Пскова, в 7 км от села Старый Изборск, близ деревни Дубровка.

## Описание
Основан в 2002 году псковским пчеловодом-изобретателем Геннадием Васильевичем Глазовым (1946—2012). В музее находится более десяти тысяч экспонатов, есть экспозиция крестьянского быта XIX—XX веков, в том числе орудия труда, предметы домашнего обихода, коллекции утюгов, фонарей, самоваров и т. д. Пасечный комплекс — дуплянки, колоды, фасонные медогребы и ульи-биостаторы. Музей — место проведения традиционной молодёжной вечорки посвящённой Медовому спасу.
Постановлением майского съезда 2003 года «Роспчеловодсоюза» на «Медовом хуторке» была создана «республиканская школа передового опыта».

## Галерея

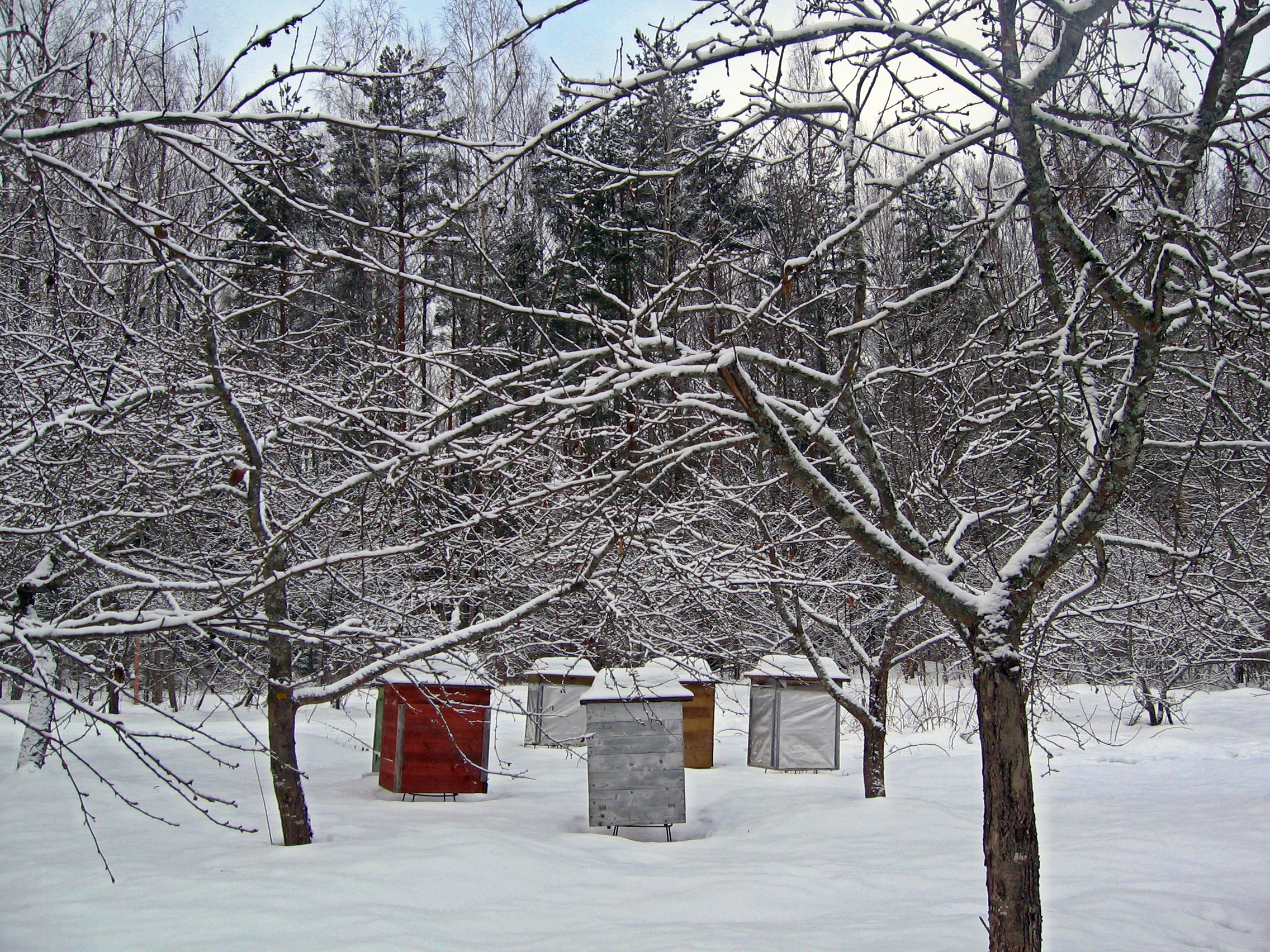
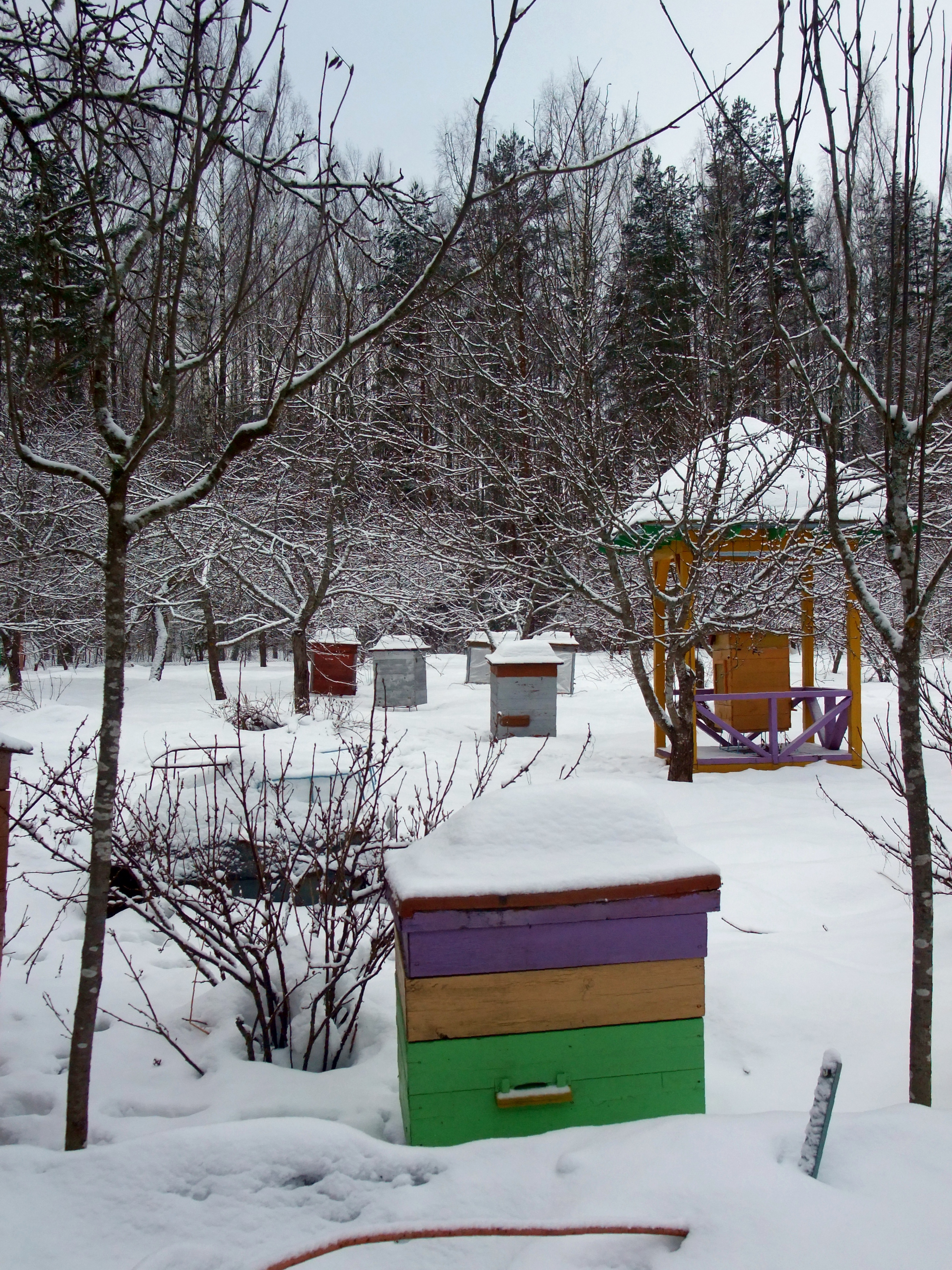
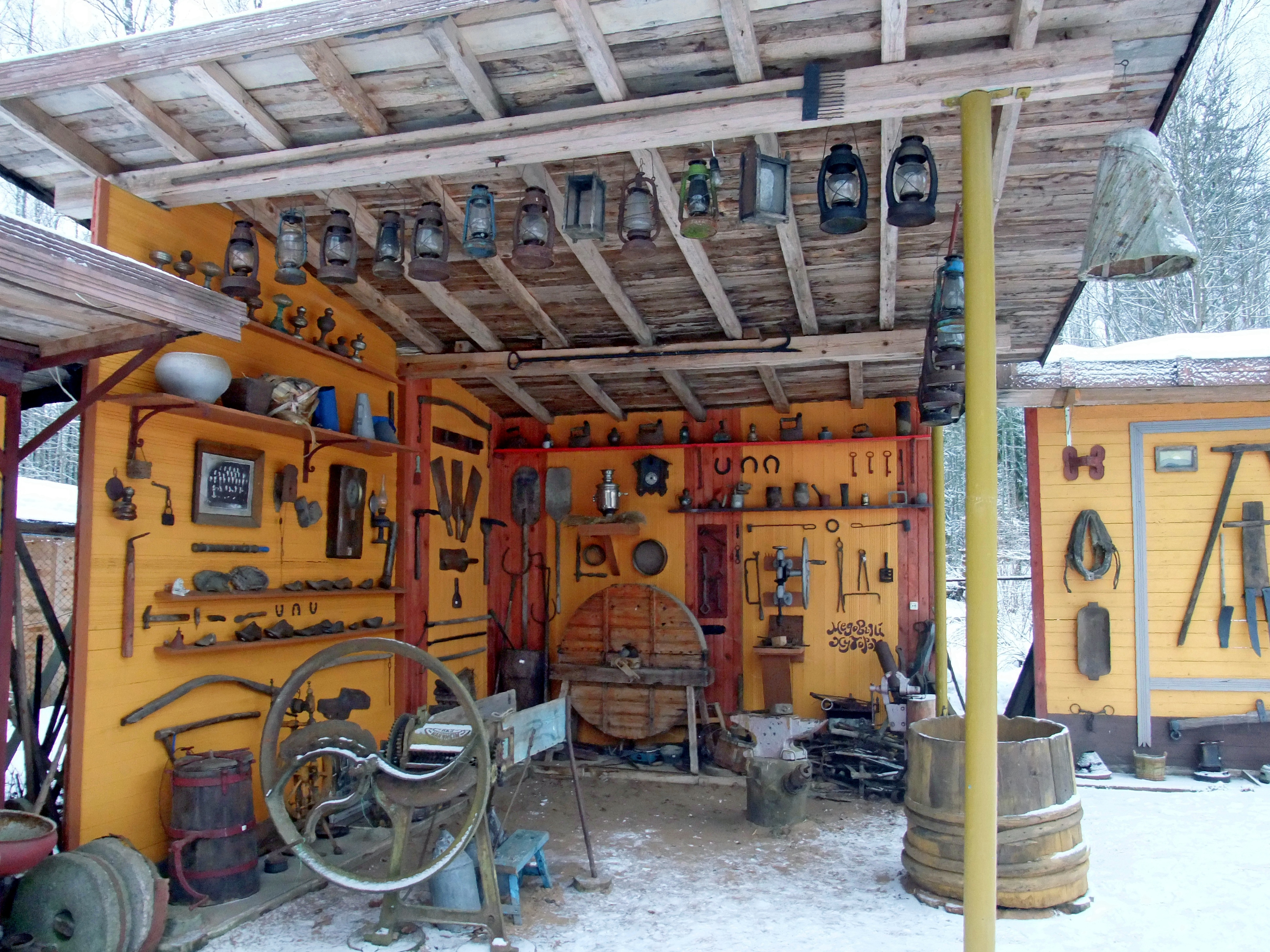
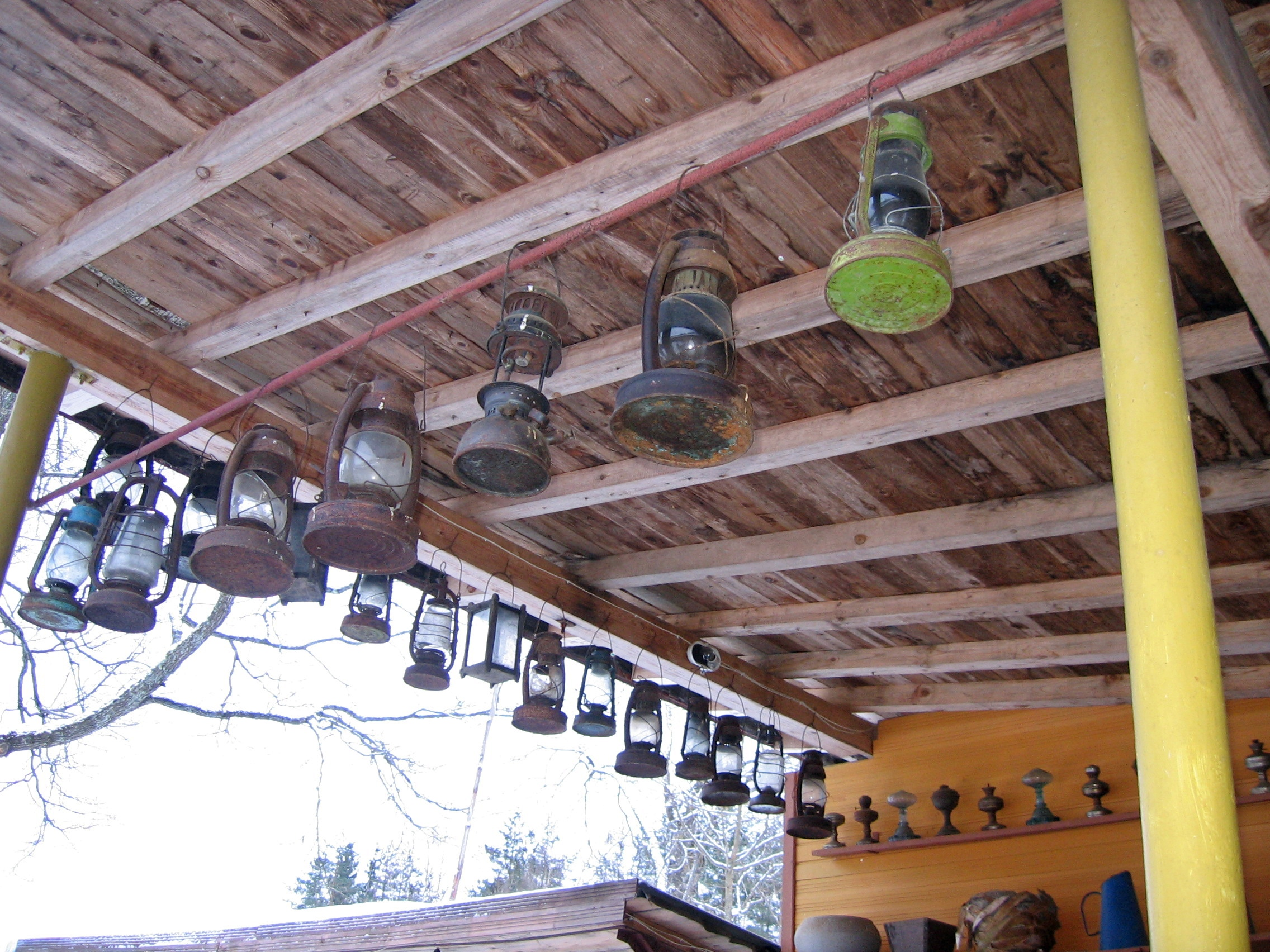